# Královská komora (Košice)
Královská komora v Košicích byla finanční institucí k vybírání královských daní a dávek v naturáliích a drahých kovech a mincích a pro kontrolu provozu veřejných skladů (například soli), veřejných prací a investic v uherských stolicích oblasti před řekou Tisa, tj. v Předtisí, nazývaném později Partes Superiores nebo Oberland, čili Horní Uhersko. Královská komora v Košicích měla své složky: báňské komory v horních městech, solné komory, správu celnic. Uhersko mělo v té době ještě královské komory v Bratislavě (území od Dunaje po Liptov), Budíně (Zadunají) a v Záhřebu (Chorvatsko a Slavonie). 
První písemná zmínka o královské komoře pochází z roku 1297, kdy se připomíná komorní hrabě Hanuš. Za jeho zásluhy ho král Ondřej II. odměnil darováním lesů mezi městy Košice a Gelnica. Komora se organizačně podílela na výstavbě košického městského opevnění a byla zodpovědná za chod košické mincovny. Zanikla při obsazení Košic vojsky protikrále Jana I. Zápolského v roce 1536.
Jejím nepřímým nástupcem se stala Spišská komora se sídlem na Šarišském hradě (od 1539), pak v Prešově a od roku 1567 v Košicích.